# Ämmäsjärvi (Gällivare socken, Lappland, 743832-177626)
Ämmäsjärvi är en sjö i Gällivare kommun i Lappland och ingår i Kalixälvens huvudavrinningsområde. Sjön har en area på 0,0781 kvadratkilometer och ligger 224 meter över havet. Sjön avvattnas av vattendraget Ämmäsjoki.

## Delavrinningsområde
Ämmäsjärvi ingår i det delavrinningsområde (742802-178030) som SMHI kallar för Mynnar i Ängesån. Medelhöjden är 215 meter över havet och ytan är 34,8 kvadratkilometer. Det finns inga avrinningsområden uppströms utan avrinningsområdet är högsta punkten. Ämmäsjoki som avvattnar avrinningsområdet har biflödesordning 4, vilket innebär att vattnet flödar genom totalt 4 vattendrag innan det når havet efter 139 kilometer. Avrinningsområdet består mestadels av skog (63 procent) och sankmarker (29 procent). Avrinningsområdet har 0,08 kvadratkilometer vattenytor vilket ger det en sjöprocent på 0,2 procent.